# LIMA1
LIMA1‏ (LIM domain and actin binding 1) هوَ بروتين يُشَفر بواسطة جين LIMA1 في الإنسان.